# Fussballclub Thun 1898 2010-2011
Questa voce raccoglie le informazioni riguardanti il Fussballclub Thun 1898 nelle competizioni ufficiali della stagione 2010-2011.

## Stagione
Nella stagione 2010-2011 il Thun, allenato da Murat Yakın, concluse il campionato di Super League al 5º posto. In Coppa Svizzera il Thun fu eliminato ai quarti di finale dal Neuchâtel Xamax.

## Rosa
| N. |                               | Ruolo | Calciatore           |
| -- | ----------------------------- | ----- | -------------------- |
| 1  | Svizzera (bandiera)           | P     | David Da Costa       |
| 4  | Portogallo (bandiera)         | D     | Luis Calapes         |
| 4  | Svizzera (bandiera)           | D     | Michael Siegfried    |
| 5  | Svizzera (bandiera)           | D     | Ervin Gashi          |
| 6  | Svizzera (bandiera)           | C     | Roland Bättig        |
| 7  | Svizzera (bandiera)           | C     | Stephan Andrist      |
| 8  | Macedonia del Nord (bandiera) | C     | Muhamed Demiri       |
| 9  | Svizzera (bandiera)           | A     | Milaim Rama          |
| 11 | Germania (bandiera)           | A     | Nick Proschwitz      |
| 13 | Costa d'Avorio (bandiera)     | C     | Sekou Junior Sanogo  |
| 14 | Svizzera (bandiera)           | D     | Nicolas Schindelholz |
| 15 | Svizzera (bandiera)           | D     | Timm Klose           |
| 16 | Svizzera (bandiera)           | C     | Steven Rüegg         |
| 17 | Svizzera (bandiera)           | C     | Dennis Hediger       |
| 18 | Svizzera (bandiera)           | P     | Remo Burri           |
| 19 | Svizzera (bandiera)           | D     | Marc Schneider       |

| N. |                     | Ruolo | Calciatore       |
| -- | ------------------- | ----- | ---------------- |
| 19 | Svizzera (bandiera) | C     | Mirson Volina    |
| 21 | Paraguay (bandiera) | A     | Darío Lezcano    |
| 22 | Svizzera (bandiera) | P     | David Moser      |
| 23 | Germania (bandiera) | C     | Markus Neumayr   |
| 24 | Croazia (bandiera)  | D     | Stipe Matić      |
| 25 | Svizzera (bandiera) | D     | Kevin Bigler     |
| 25 | Svizzera (bandiera) | C     | Luca Cantanna    |
| 26 | Svizzera (bandiera) | D     | Thomas Reinmann  |
| 27 | Svizzera (bandiera) | D     | Enrico Schirinzi |
| 28 | Svizzera (bandiera) | C     | Andreas Wittwer  |
| 30 | Serbia (bandiera)   | C     | Ifet Taljević    |
| 31 | Svizzera (bandiera) | D     | Stefan Glarner   |
| 32 | Francia (bandiera)  | C     | Mathieu Salamand |
| 33 | Svizzera (bandiera) | D     | Benjamin Lüthi   |
| 35 | Svizzera (bandiera) | P     | Dragan Đukić     |

## Organigramma societario
Area tecnica
- Allenatore: Murat Yakın
- Allenatore in seconda: Andres Gerber, Eric Zürcher
- Preparatore dei portieri: Stefan Knutti
- Preparatori atletici:

## Calciomercato

### Sessione estiva
| Acquisti | Acquisti          | Acquisti    | Acquisti |
| R.       | Nome              | da          | Modalità |
| -------- | ----------------- | ----------- | -------- |
| C        | Fabian Stoller    | Locarno     |          |
| P        | David Da Costa    | Wohlen      |          |
| D        | Ervin Gashi       | Thun II     |          |
| C        | Dennis Hediger    | Bienne      |          |
| D        | Stipe Matić       | Wil         |          |
| A        | Giuseppe Morello  | Young Boys  |          |
| A        | Nick Proschwitz   | Vaduz       |          |
| D        | Enrico Schirinzi  | Wohlen      |          |
| D        | Marc Schneider    | Young Boys  |          |
| D        | Michael Siegfried | Breitenrain |          |

| Cessioni | Cessioni            | Cessioni  | Cessioni |
| R.       | Nome                | a         | Modalità |
| -------- | ------------------- | --------- | -------- |
| A        | Dudu                | Yverdon   |          |
| C        | Marco Aratore       | Aarau     |          |
| D        | Loan Boumelaha      | Wil       |          |
| C        | Erhan Kavak         | Karşıyaka |          |
| D        | Stjepan Kukuruzović | Zurigo    |          |
| D        | Yves Zahnd          | Kriens    |          |

### Sessione invernale
| Acquisti | Acquisti            | Acquisti          | Acquisti |
| R.       | Nome                | da                | Modalità |
| -------- | ------------------- | ----------------- | -------- |
| P        | Dragan Đukić        | Kriens            |          |
| A        | Darío Lezcano       | Wil               |          |
| C        | Markus Neumayr      | Wacker Burghausen |          |
| C        | Sekou Junior Sanogo | Africa Sports     |          |

| Cessioni | Cessioni                | Cessioni           | Cessioni |
| R.       | Nome                    | a                  | Modalità |
| -------- | ----------------------- | ------------------ | -------- |
| C        | Ezequiel Óscar Scarione | San Gallo          |          |
| A        | Giuseppe Morello        | Bienne             |          |
| P        | Sascha Stulz            | Sciaffusa          |          |
| C        | Fabian Stoller          | Hapoel Petah Tiqwa |          |

## Risultati

### Super League

#### Prima fase, girone di andata
| Arbitro: | Hänni |

|               |           |              |
| Proschwitz 1’ | Marcatori | 90’ Bienvenu |

| Arbitro: | Busacca |

|                            |           |                                        |
| Varela 3’ (rig.) Gohou 11’ | Marcatori | 27’ Morello 36’ Hediger 78’ Proschwitz |

| Arbitro: | Gremaud |

|                          |           |                                  |
| Scarione 55’ Glarner 90’ | Marcatori | 35’ (rig.), 90’ (rig.) Smiljanić |

| Arbitro: | Circhetta |

|                                              |           |  |
| Proschwitz 15’ Glarner 22’ Bakens 66’ (aut.) | Marcatori |  |

| Arbitro: | Kever |

|               |           |              |
| Zambrella 75’ | Marcatori | 25’ Scarione |

| Arbitro: | Studer |

|          |           |             |
| Rama 85’ | Marcatori | 81’ Schürpf |

| Arbitro: | Hänni |

|            |           |                |
| Puljić 16’ | Marcatori | 74’ Proschwitz |

| Arbitro: | Busacca |

|           |           |                                               |
| Klose 56’ | Marcatori | 18’ Mehmedi 38’ (rig.) Margairaz 78’ Chermiti |

| Arbitro: | Studer |

|                            |           |                        |
| Feltscher 72’ Sermeter 90’ | Marcatori | 41’ Matić 68’ Scarione |

#### Prima fase, girone di ritorno
| Arbitro: | Grossen |

|                   |           |                            |
| Costanzo 29’, 76’ | Marcatori | 63’ Glarner 88’ Proschwitz |

| Arbitro: | Circhetta |

|           |           |                      |
| Matić 25’ | Marcatori | 10’ Gohou 65’ Niasse |

| Zurigo 24 ottobre 2010, ore 16:00 CEST 12ª giornata | Grasshoppers | 0 – 0 referto | Thun | Stadio Letzigrund (5 500 spett.)\| Arbitro: \| Jaccottet \| |
| Arbitro:                                            | Jaccottet    |               |      |                                                             |

| Arbitro: | Bertolini |

|                   |           |             |
| Schenkel 30’, 68’ | Marcatori | 45’ Morello |

| Arbitro: | Wermelinger |

|                     |           |  |
| Scarione 86’ (rig.) | Marcatori |  |

| Arbitro: | Drabek |

|                  |           |                                                |
| Chipperfield 62’ | Marcatori | 6’ (rig.) Scarione 27’ Proschwitz 79’ Taljević |

| Arbitro: | Laperrière |

|              |           |                  |
| Scarione 29’ | Marcatori | 25’ (rig.) Yakın |

| Zurigo 5 dicembre 2010, ore 16:00 CET 17ª giornata | Zurigo | 0 – 0 referto | Thun | Stadio Letzigrund (8 800 spett.)\| Arbitro: \| Kever \| |
| Arbitro:                                           | Kever  |               |      |                                                         |

| Thun 11 dicembre 2010, ore 17:45 CET 18ª giornata | Thun  | 0 – 0 referto | Bellinzona | Lachenstadion (3 000 spett.)\| Arbitro: \| Hänni \| |
| Arbitro:                                          | Hänni |               |            |                                                     |

#### Seconda fase, girone di andata
| Arbitro: | Zimmermann |

|                          |           |                                  |
| Scarione 19’ Lezcano 90’ | Marcatori | 50’ Stocker 57’ Abraham 71’ Frei |

| Zurigo 13 febbraio 2011, ore 16:00 CET 20ª giornata | Grasshoppers | 0 – 0 referto | Thun | Stadio Letzigrund (4 800 spett.)\| Arbitro: \| Hänni \| |
| Arbitro:                                            | Hänni        |               |      |                                                         |

| Arbitro: | Busacca |

|              |           |           |
| Taljević 11’ | Marcatori | 90’ Jemal |

| Arbitro: | Graf |

|  |           |           |
|  | Marcatori | 90’ Matić |

| Arbitro: | Hänni |

|                                       |           |                                        |
| Klose 35’ Proschwitz 39’ Taljević 45’ | Marcatori | 4’ Puljić 51’ (rig.) Renggli 60’ Gygax |

| Arbitro: | Zimmermann |

|                |           |  |
| Proschwitz 66’ | Marcatori |  |

| Arbitro: | Carrell |

|              |           |  |
| Prijović 42’ | Marcatori |  |

| Arbitro: | Busacca |

|                       |           |                                  |
| Neumayr 49’ Klose 81’ | Marcatori | 5’ Chermiti 17’ Magnin 61’ Nikçi |

| Arbitro: | Bieri |

|                 |           |                  |
| Lustrinelli 54’ | Marcatori | 30’ (rig.) Matić |

#### Seconda fase, girone di ritorno
| Thun 17 aprile 2011, ore 16:00 CEST 28ª giornata | Thun      | 0 – 0 referto | San Gallo | Lachenstadion (4 100 spett.)\| Arbitro: \| Jaccottet \| |
| Arbitro:                                         | Jaccottet |               |           |                                                         |

| Arbitro: | Busacca |

|  |           |           |
|  | Marcatori | 51’ Lüthi |

| Arbitro: | Studer |

|  |           |              |
|  | Marcatori | 20’ Emeghara |

| Arbitro: | Carrell |

|  |           |             |
|  | Marcatori | 52’ Lezcano |

| Arbitro: | Gremaud |

|                                         |           |               |
| Lezcano 51’ (rig.) Andrist 68’ Rama 78’ | Marcatori | 25’ Domínguez |

| Arbitro: | Graf |

|            |           |                                                |
| Keller 90’ | Marcatori | 18’ Rama 67’ Taljević 69’ Andrist 83’ Salamand |

| Arbitro: | Busacca |

|                                                       |           |             |
| Huggel 34’ Frei 43’ (rig.), 59’ Xhaka 53’ Shaqiri 79’ | Marcatori | 38’ Andrist |

| Arbitro: | Wermelinger |

|                                     |           |                   |
| Sanogo 21’ Neumayr 37’ Taljević 65’ | Marcatori | 63’ (aut.) Bättig |

| Arbitro: | Bieri |

|             |           |  |
| Alphonse 5’ | Marcatori |  |

### Coppa Svizzera
| 19 settembre 2010, ore 15:00 CEST Primo turno | Cham | 0 – 4 | Thun |  |

| 16 ottobre 2010, ore 16:00 CEST Secondo turno | Buochs | 0 – 3 | Thun |  |

| 20 novembre 2010, ore 19:00 CET Ottavi di finale | San Gallo | 0 – 1 | Thun |  |

| Arbitro: | Studer |

|                         |                      |                     |
| Klose 120’              | Marcatori            | 115’ Tréand         |
| Rama Schneider Taljević | Tiri di rigore 0 – 3 | Tréand Gohou Niasse |

## Statistiche

### Statistiche di squadra
| Competizione   | Punti | In casa | In casa | In casa | In casa | In casa | In casa | In trasferta | In trasferta | In trasferta | In trasferta | In trasferta | In trasferta | Totale | Totale | Totale | Totale | Totale | Totale | DR  |
| Competizione   | Punti | G       | V       | N       | P       | Gf      | Gs      | G            | V            | N            | P            | Gf           | Gs           | G      | V      | N      | P      | Gf     | Gs     | DR  |
| -------------- | ----- | ------- | ------- | ------- | ------- | ------- | ------- | ------------ | ------------ | ------------ | ------------ | ------------ | ------------ | ------ | ------ | ------ | ------ | ------ | ------ | --- |
| Super League   | 49    | 18      | 5       | 8       | 5       | 26      | 23      | 18           | 6            | 8            | 4            | 22           | 20           | 36     | 11     | 16     | 9      | 48     | 43     | +5  |
| Coppa Svizzera | -     | 1       | 0       | 1       | 0       | 1       | 1       | 3            | 3            | 0            | 0            | 8            | 0            | 4      | 3      | 1      | 0      | 9      | 1      | +8  |
| Totale         | 49    | 19      | 5       | 9       | 5       | 27      | 24      | 21           | 9            | 8            | 4            | 30           | 20           | 40     | 14     | 17     | 9      | 57     | 44     | +13 |

### Andamento in campionato
| Giornata  | 1 | 2 | 3 | 4 | 5 | 6 | 7 | 8 | 9 | 10 | 11 | 12 | 13 | 14 | 15 | 16 | 17 | 18 | 19 | 20 | 21 | 22 | 23 | 24 | 25 | 26 | 27 | 28 | 29 | 30 | 31 | 32 | 33 | 34 | 35 | 36 |
| --------- | - | - | - | - | - | - | - | - | - | -- | -- | -- | -- | -- | -- | -- | -- | -- | -- | -- | -- | -- | -- | -- | -- | -- | -- | -- | -- | -- | -- | -- | -- | -- | -- | -- |
| Luogo     | C | T | C | C | T | C | T | C | T | T  | C  | T  | T  | C  | T  | C  | T  | C  | C  | T  | C  | T  | C  | C  | T  | C  | T  | C  | T  | C  | T  | C  | T  | T  | C  | T  |
| Risultato | N | V | N | V | N | N | N | P | N | N  | P  | N  | P  | V  | V  | N  | N  | N  | P  | N  | N  | V  | N  | V  | P  | P  | N  | N  | V  | P  | V  | V  | V  | P  | V  | P  |
| Posizione | 4 | 3 | 3 | 2 | 2 | 2 | 4 | 5 | 5 | 5  | 5  | 5  | 6  | 6  | 6  | 6  | 6  | 6  | 6  | 6  | 6  | 6  | 6  | 6  | 6  | 6  | 6  | 6  | 6  | 6  | 6  | 6  | 5  | 6  | 5  | 5  |

Legenda:

Luogo: C = Casa; T = Trasferta. Risultato: V = Vittoria; N = Pareggio; P = Sconfitta.

### Statistiche dei giocatori
| Giocatore       | Super League | Super League | Super League | Super League | Coppa Svizzera | Coppa Svizzera | Coppa Svizzera | Coppa Svizzera | Totale   | Totale | Totale      | Totale     |
| Giocatore       | Presenze     | Reti         | Ammonizioni  | Espulsioni   | Presenze       | Reti           | Ammonizioni    | Espulsioni     | Presenze | Reti   | Ammonizioni | Espulsioni |
| --------------- | ------------ | ------------ | ------------ | ------------ | -------------- | -------------- | -------------- | -------------- | -------- | ------ | ----------- | ---------- |
| S. Andrist      | 21           | 3            | 4            | 0            | 1              | 0              | 0              | 0              | 22       | 3      | 4           | 0          |
| K. Bigler       | 0            | 0            | 0            | 0            | 0              | 0              | 0              | 0              | 0        | 0      | 0           | 0          |
| R. Burri        | 0            | 0            | 0            | 0            | 0              | 0              | 0              | 0              | 0        | 0      | 0           | 0          |
| R. Bättig       | 34           | 0            | 5            | 1            | 1              | 0              | 0              | 0              | 35       | 0      | 5           | 1          |
| L. Calapes      | 0            | 0            | 0            | 0            | 0              | 0              | 0              | 0              | 0        | 0      | 0           | 0          |
| L. Cantanna     | 0            | 0            | 0            | 0            | 0              | 0              | 0              | 0              | 0        | 0      | 0           | 0          |
| D. Costa        | 35           | 0            | 4            | 0            | 1              | 0              | 0              | 0              | 36       | 0      | 4           | 0          |
| M. Demiri       | 32           | 0            | 5            | 1            | 0              | 0              | 0              | 0              | 32       | 0      | 5           | 1          |
| D. Dudu         | 0            | 0            | 0            | 0            | 0              | 0              | 0              | 0              | 0        | 0      | 0           | 0          |
| E. Gashi        | 1            | 0            | 0            | 0            | 0              | 0              | 0              | 0              | 1        | 0      | 0           | 0          |
| S. Glarner      | 29           | 3            | 3            | 0            | 0              | 0              | 0              | 0              | 29       | 3      | 3           | 0          |
| D. Hediger      | 19           | 1            | 3            | 0            | 0              | 0              | 0              | 0              | 19       | 1      | 3           | 0          |
| T. Klose        | 30           | 3            | 4            | 0            | 1              | 1              | 0              | 0              | 31       | 4      | 4           | 0          |
| D. Lezcano      | 17           | 3            | 2            | 0            | 1              | 0              | 0              | 0              | 18       | 3      | 2           | 0          |
| B. Lüthi        | 31           | 1            | 8            | 0            | 1              | 0              | 0              | 0              | 32       | 1      | 8           | 0          |
| S. Matić        | 33           | 4            | 2            | 0            | 1              | 0              | 0              | 0              | 34       | 4      | 2           | 0          |
| G. Morello      | 15           | 2            | 0            | 0            | 0              | 0              | 0              | 0              | 15       | 2      | 0           | 0          |
| D. Moser        | 0            | 0            | 0            | 0            | 0              | 0              | 0              | 0              | 0        | 0      | 0           | 0          |
| M. Neumayr      | 13           | 2            | 3            | 0            | 0              | 0              | 0              | 0              | 13       | 2      | 3           | 0          |
| N. Proschwitz   | 31           | 8            | 1            | 0            | 1              | 0              | 1              | 0              | 32       | 8      | 2           | 0          |
| M. Rama         | 14           | 3            | 1            | 0            | 1              | 0              | 0              | 0              | 15       | 3      | 1           | 0          |
| T. Reinmann     | 18           | 0            | 0            | 0            | 0              | 0              | 0              | 0              | 18       | 0      | 0           | 0          |
| S. Rüegg        | 0            | 0            | 0            | 0            | 0              | 0              | 0              | 0              | 0        | 0      | 0           | 0          |
| M. Salamand     | 1            | 1            | 0            | 0            | 0              | 0              | 0              | 0              | 1        | 1      | 0           | 0          |
| S. Sanogo       | 14           | 1            | 0            | 1            | 1              | 0              | 1              | 0              | 15       | 1      | 1           | 1          |
| Ó. Scarione     | 18           | 7            | 3            | 0            | 0              | 0              | 0              | 0              | 18       | 7      | 3           | 0          |
| N. Schindelholz | 16           | 0            | 2            | 0            | 0              | 0              | 0              | 0              | 16       | 0      | 2           | 0          |
| E. Schirinzi    | 10           | 0            | 1            | 0            | 0              | 0              | 0              | 0              | 10       | 0      | 1           | 0          |
| M. Schneider    | 22           | 0            | 4            | 0            | 1              | 0              | 1              | 0              | 23       | 0      | 5           | 0          |
| M. Siegfried    | 3            | 0            | 0            | 0            | 0              | 0              | 0              | 0              | 3        | 0      | 0           | 0          |
| S. Stulz        | 0            | 0            | 0            | 0            | 0              | 0              | 0              | 0              | 0        | 0      | 0           | 0          |
| I. Taljević     | 14           | 5            | 4            | 0            | 1              | 0              | 0              | 0              | 15       | 5      | 4           | 0          |
| M. Volina       | 1            | 0            | 0            | 0            | 1              | 0              | 0              | 0              | 2        | 0      | 0           | 0          |
| A. Wittwer      | 26           | 0            | 2            | 0            | 1              | 0              | 0              | 0              | 27       | 0      | 2           | 0          |
| D. Đukic        | 1            | 0            | 0            | 0            | 0              | 0              | 0              | 0              | 1        | 0      | 0           | 0          |